# Districte de Marromeu
El districte de Marromeu és un districte de Moçambic, situat a la província de Sofala. Té una superfície de 5.871 kilòmetres quadrats. En 2007 comptava amb una població de 69.895 habitants. Està situat als marges del riu Zambeze, junt a la seva desembocadura a l'oceà Índic, i limita al nord i nord-est amb el districte de Mopeia de la província de Zambézia, a l'est amb el districte de Chinde, també de la província de Zambézia, al sud amb l'oceà Índic, a l'oest amb el districte de Cheringoma i al nord-est amb el districte de Caia.
Una part del districte, denominada Complex de Marromeu, integra el delta del Zambeze i és un conjunt d'àrees de conservació declarades lloc Ramsar, zona humida d'importància internacional.

## Divisió administrativa
El districte està dividit en dos postos administrativos (Marromeu i Chupanga), compostos per les següents localitats:
- Posto Administrativo de Chupanga:
  - Chupanga
- Posto Administrativo de Marromeu:
  - Vila de Marromeu
  - Marromeu
  - Quama